# Димитрије Војводић
Димитрије Војводић Зеко (Коњуси, код Андријевице, 9. мај 1908 — Београд, 25. јул 1987) био је учесник Народноослободилачке борбе, генерал-потпуковник ЈНА и народни херој Југославије.

## Биографија
Рођен је 9. маја 1908. године у селу Коњусима, код Андријевице. Потицао је из земљорадничке породице. Основну школу је завршио у родном месту, гимназију у Беранама, а потом је студирао на Правном факултету у Београду.
Убрзо по доласку на студије у Београд, придружио се револуционарном студентском покрету. Иако није био члан Комунистичке партије, учествовао је у многим акцијама, које су организовали студенти-комунисти на Београдском универзитету. Након две године студија, напустио је факултет и запослио се као благајник у Општини у селу Поношевац, код Ђаковице. У ово место су му се преселили и његови родитељи. Током одслужења војног рока завршио је Школу резервних официра.

### Народноослободилачка борба
Као резервни официр Југословенске војске, учествовао је у краткотрајном Априлском рату, 1941. године. Био је заробљен, али је после три дана успео да побегне и дође у Црну Гору. У Андријевичком срезу се повезао са члановима КПЈ у учествовао у припремама за устанак. У току Тринаестојулског устанка био је заменик командира Коњушког герилског одреда и са њим учествовао у нападу на Андријевицу и њеном ослобођењу. Тада је јула 1941. године био примљен у чланство Комунистичке партије Југославије (КПЈ).
Крајем 1941. године, био је један од првих добровољаца из свог краја који је ступио у Црногорски одред за операције у Санџаку. У овом одреду је био водник и са њим је учествовао у Пљеваљској бици. Након овога је, 21. децембра 1941. године, ступио у тада формирану Прву пролетерску ударну бригаду. Јануара 1942. године са овом бригадом је учествовао у борбама у источној Босни, као и у Игманском маршу.
Фебруара 1942. године је постао војни инструктор за обуку нових бораца, а убрзо потом командир Омладинске чете. У пролеће 1942, у време Треће непријатељске офанзиве, био је постављен за заменика команданта Другог црногорског батаљона Прве пролетерске ударне бригаде. Учествовао је и у походу пролетерских бригада за Босанску крајину и на том путу се истакао у борбама за Коњиц, Дувно и Ливно.
По доласку у Босанску крајину био је одређен за заменика команданта Другог батаљона Прве далматинске ударне бригаде, а убрзо потом је постао командант овог батаљона. Са овом бригадом се посебно истакао у борбама за Јајце, новембра 1942. године, а потом у бројним акцијама током Четврте и Пете непријатељске офанзиве. У току битке на Сутјесци, успео је да свој батаљон успешно извуче из окружења. Потом се у лето 1943. године истакао у борбама у источној Босни.
Потом је био постављен за команданта Седме банијске ударне бригаде, која се тада са терена источне Босне вратила на Банију. У току јесени 1943, и током зиме 1943/44. године са овом бригадом је водио борбе на територији Баније, Кордуна, Хрватског приморја и Горског котара. Као веома способан руководилац и старешина до краја рата налазио се не више високих функција – био је најпре начелник, а потом командант Тринаесте приморско-горанске дивизије, затим начелник Штаба Једанаестог хрватског корпуса, а 1945. године је био начелник одељења у Штабу Четврте армије.

### Послератни период
После рата је наставио професионалну војну каријеру у Југословенској народној армији (ЈНА). Завршио је Вишу војну академију ЈНА и Курс оператике ЈНА и обављао разне одговорне војне дужности. Био је командант дивизије Корпуса народне одбране Југославије (КНОЈ), командант Прве пролетерске дивизије, начелник Управе за ванармијско војно васпитање ЈНА и др. Био је биран и у форуме неких друштвено-политичких организација СР Србије и Београда. Активна војна служба у ЈНА му је престала 1963. године у чину генерал-потпуковника.
Умро је 25. јула 1987. године у Београду и сахрањен је у Алеји народних хероја на Новом гробљу у Београду.
Носилац је Партизанске споменице 1941. и других југословенских одликовања, међу којима су — Орден ратне заставе, Орден братства и јединства првог реда, Орден партизанске звезде другог реда, Орден заслуга за народ другог реда и два Ордена за храброст. Од иностраних одликовања, истиче се Партизански крст НР Пољске. Орденом народног хероја одликован је 21. децембра 1951. године.